# Timimus
 Timimus  ist eine kaum bekannte Gattung von Dinosauriern aus der Gruppe der Coelurosauria. Der Name bedeutet „Tims Nachahmer“ und steht in der Tradition, dass Ornithomimosauria häufig als „Nachahmer“ (-mimus) von Vögeln bezeichnet werden. „Tim“ spielt dabei sowohl auf den Sohn des Entdeckerehepaares als auch auf den Biologen Tim Flannery an. Nur die Typusart T. hermani wurde wissenschaftlich beschrieben und provisorisch den Ornithomimosauria zugerechnet. Die wenigen Fossilien von Timimus zeigen jedoch keine abgeleiteten Merkmale (Synapomorphien) der Gruppe und ein Beweis, dass er zu dieser Gruppe gehört, kann nicht erbracht werden. Später wurde Timimus als unenlagiiner Dromaeosauride als Oviraptoride oder als Tyrannosauride klassifiziert. Er muss deshalb als Nomen dubium gelistet werden.
Von diesem Dinosaurier sind bislang nur einzelne Oberschenkelknochen und bruchstückhafte Wirbel gefunden worden. Sie gehören zum Typusexemplar NMV P186303 von der Typlokalität Dinosaur Cove aus dem späten Aptium und frühen Albium, also der späten Unterkreide. Die Fossilien werden in das frühe Albium auf ein Alter von rund 113 bis 110 Millionen Jahre datiert.